# LUM!X
Лука Міхльмайр (нар. 23 липня 2002), відомий як LUM!X — австрійський ді-джей та музичний продюсер. Представник Австрії на Пісенному конкурсі Євробачення 2022 разом з Піа Марією з піснею «Halo». Визнання співаку принесли його хіти «Monster» (з Габрі Понте), «The Passenger» (з Понте & D.T.E., разом з MOKABY) і «Thunder» (з Понте та Джорджіо Презіозо).

## Особисте життя
Мати Міхльмайра італійка. Він вільно володіє італійською мовою, завдяки чому переїхав до Турина у 2020 році у віці 18 років, а після свого музичного прориву у 2021 році — до Мілана.

## Кар'єра
Лука під псевдонім LUM!X почав сам продюсувати музику у віці 11 років. Після завантаження бутлегів та власних пісні на SoundCloud та YouTube, про нього дізнався шведський незалежний лейбл Bounce United та підписав з ним контракт.
У травні 2018 року Міхльмайр випустив свій дебютний сингл «Underground», який він спродюсував у співпраці з іспанським музикантом Moha. Його інтерпретація пісні «Chiraq 2018» шведського музиканта Alfons стала першим офіційним реміксом, який він створив разом з Myhr.
На початку 2019 року сингли «Jägermeister» та «Waiting for Me» були випущені на шведському лейблі Nelation. Після того, як його пісня «Monster» у виконанні Meg & Dia стала вірусним хітом на YouTube, він зробив ремікс на неї з італійським музикантом Габрі Понте й випустив нову версію як сингл на Spinnin' Records. Завдяки цьому Міхльмайр свій міжнародний прорив і зміг зайняти місце в декількох європейських синглових чартах. За більш ніж 400 000 проданих примірників цього синглу в Німеччині Лука отримав платинову платівку від Федеральної асоціації музичної індустрії. «Monster» також є однією з пісень, яка залишалася найдовше в німецьких синглових чартах.
У січні 2020 року Лука знову разом з Понте, а також Mokaby та D.T.E. випустив сингл «The Passenger (LaLaLa)», кавер-версію однойменної пісні Іггі Попа, яка також потрапила до німецьких та австрійських чартів синглів і принесла йому кілька нагород. У вересні 2020 року відбулася третя співпраця з Понте під назвою «Scare Me». Також були залучені американські продюсери КШМР і Карра.
У квітні 2021 року вийшла пісня «Secrets», яку він спродюсував разом із Sølo, а у травні було випущено «Thunder», четверту офіційну співпрацю з Габрі Понте. Станом на 2023 рік «Thunder» є найпопулярнішою піснею Луки на Spotify з 425 мільйонами прослуховувань. У серпні того ж року вийшов сингл «Champion», який став офіційним гімном літнього плей-оф LEC 2021 року. Пісня була створена у співпраці з Orange Inc та Séb Mont.

### Пісенний конкурс Євробачення
Lumix разом зі співачкою Піа Марією взяли участь у пісенному конкурсі Євробачення-2022 у Турині для Австрії з піснею Halo, випущеною в березні 2022 року. Попри те, що після виходу пісні гурт був одним із фаворитів конкурсу серед фан-спільноти, Лука та Піа посіли лише 15 місце у півфіналі Євробачення, через що не змогли кваліфікуватися до фіналу.